# 湯嘉珩
湯嘉珩（英語：TOWN Jennifer Ka Hang，1992年10月2日—），香港游泳運動員。就讀於美國國際學校，曾就讀加拿大國際學校。其胞姊湯嘉瑋也是香港游泳隊成員之一，胞弟湯嘉俊亦曾參加香港分齡游泳賽。

## 簡歷
湯嘉珩11歲開始在南華體育會，跟隨張狄勇練習長途自由泳；2004年（12歲）開始代表香港出賽，曾打破香港800米和1500米的自由式紀錄。
2007年，為了爭取北京奧運的參賽資格，湯跟教練崔瑋俊商討後，決定放棄擅長的自由式，轉習200米蝶泳。但在2008年4月的奧運游泳計時賽中，卻以0.31秒之差，未能達到200米蝶泳的奧運標準。
2010年，湯代表香港參加2010年亞洲運動會，出戰200米自由泳、200米蝶泳及4×200米自由泳接力三項比賽。

## 參賽紀錄
- 2007年 第二屆亞洲室內運動會 200米自由泳 銅牌
- 2008年 第三屆亞洲中學生游泳錦標賽 400米自由泳 銅牌、200米自由泳 銀牌、200米蝶泳 銀牌、100米蝶泳 銅牌、4×100米自由接力 金牌、4×100米混合接力 金牌
- 2008年 香港短池分齡游泳錦標賽 200米蝶泳 金牌
- 2009年 第一屆亞洲青少年運動會 4×100米混合接力 第2名
- 2009年 第三屆亞洲室內運動會
- 2009年 香港東亞運動會
- 2010年 廣州亞運會 4×200米自由泳接力 第4名

## 外部連結
- 2009年亞洲青少年運動會 運動員資料
- 2010年亞洲運動會 運動員資料[永久]
- 2010年广州亚运会官方网站 游泳 - 汤嘉珩 - 简历[]
- 傑仔之游泳池 - 湯嘉珩 （页面存档备份，存于）